# Vanda
För andra betydelser, se Vanda (olika betydelser).
Vanda (finlandssvenskt uttal: [ˈvɑnːdɑ]; finska: Vantaa, finskt uttal: [ˈʋɑntɑː]) är en stad i landskapet Nyland i Finland. Staden har fått sitt namn av Vanda å, som flyter söderut genom staden mot Gammelstadsforsen i Helsingfors. Vanda fick stadsrättigheter 1974, efter endast två år som köping. I samband med att orten omvandlades till köping den 1 januari 1972, bytte den också namn från Helsinge kommun (finska: Helsingin maalaiskunta, bokstavligt Helsingfors landskommun) till Vanda köping (finska: Vantaan kauppala).
Vanda stad är med sina 239 206 invånare den fjärde största staden i Finland, och staden ingår i huvudstadsregionen. Stadens totala areal utgör 240,34 km². Vanda stads språkliga status är tvåspråkig med finska som majoritetsspråk och svenska (2,8 %) som minoritetsspråk. Finlandssvenskarna utgör i detta nu betydligt mindre andel av ortens hela befolkning än vad fallet var ännu år 1960. Då hade 11,8 procent av dåvarande Helsinge kommuns befolkning svenska som modersmål. Före 1933 utgjorde finlandssvenskarna flertalet av dåvarande Helsinge kommuns befolkning.
Staden har i dag också en med finländska mått mycket hög andel personer med utländsk bakgrund. Här bor över 120 olika nationaliteter, och här talas över 80 olika språk.
I Vanda finns Finlands största internationella flygplats, Helsingfors-Vanda flygplats, samt vetenskapscentret Heureka. Vanda stad ger ut tvåspråkiga infobladet, Vantaa – Vanda, som kommer ut fyra gånger per år.

## Historia
Vandaregionen har en mycket lång historia. Arkeologerna har hittat tecken på att det funnits mänsklig aktivitet i Vanda för över 5000 år sedan, men en möjlig fast bosättning kan spåras först till 1000-talet e.Kr. På 1100–1200-talen bosatte sig nybyggare från Sverige på Vandas område längs med Kervo å. Kungsvägen från Åbo till Viborg gick genom det nuvarande Vanda och byar uppstod längs med vägens sträckning, till exempel Helsinge kyrkoby. Helsinga, nuvarande Vanda å, nämndes för första gången år 1351, när Sveriges kung Magnus Eriksson gav Padise kloster i Estland rätt till laxfiske i Vanda å. Händelsen återspeglas i stadens vapen. Namnet Helsinge nämns för första gången år 1428. Samma århundrade blev S:t Lars stenkyrka i Helsinge kyrkoby klar, närmare bestämt år 1460. Efter Helsingfors grundande år 1550 flyttades regionens tyngdpunkt längre söderut medan Helsinges betydelse gradvis minskade, speciellt efter att Helsingfors flyttades längre ut mot havet år 1640. 
Helsinge utbröts på slutet av 1300-talet från Sibbo socken till ett självständigt pastorat. Då Helsingfors grundades var det på mark som tillhörde Helsinge, likaså hörde Estnässkatan, dit staden senare flyttades, till Helsinge, liksom flera senare förstadsområden.
Under industrialisieringen på 1800-talet utnyttjade folket i trakten Kervo och Vanda åar, då bland annat Dickursby blev ett industrisamhälle, medan ett bruk fungerade vid Vandaforsen. Än idag säljs målarfärg framgångsrikt under varumärket ”Tikkurila” (Dickursby på finska). År 1862 blev Stambanan klar, Finlands första järnväg. Längs med järnvägen uppstod det tätbebyggda samhällen, och Helsinges administration koncentrerades till Malm som numera hör till Helsingfors stad.

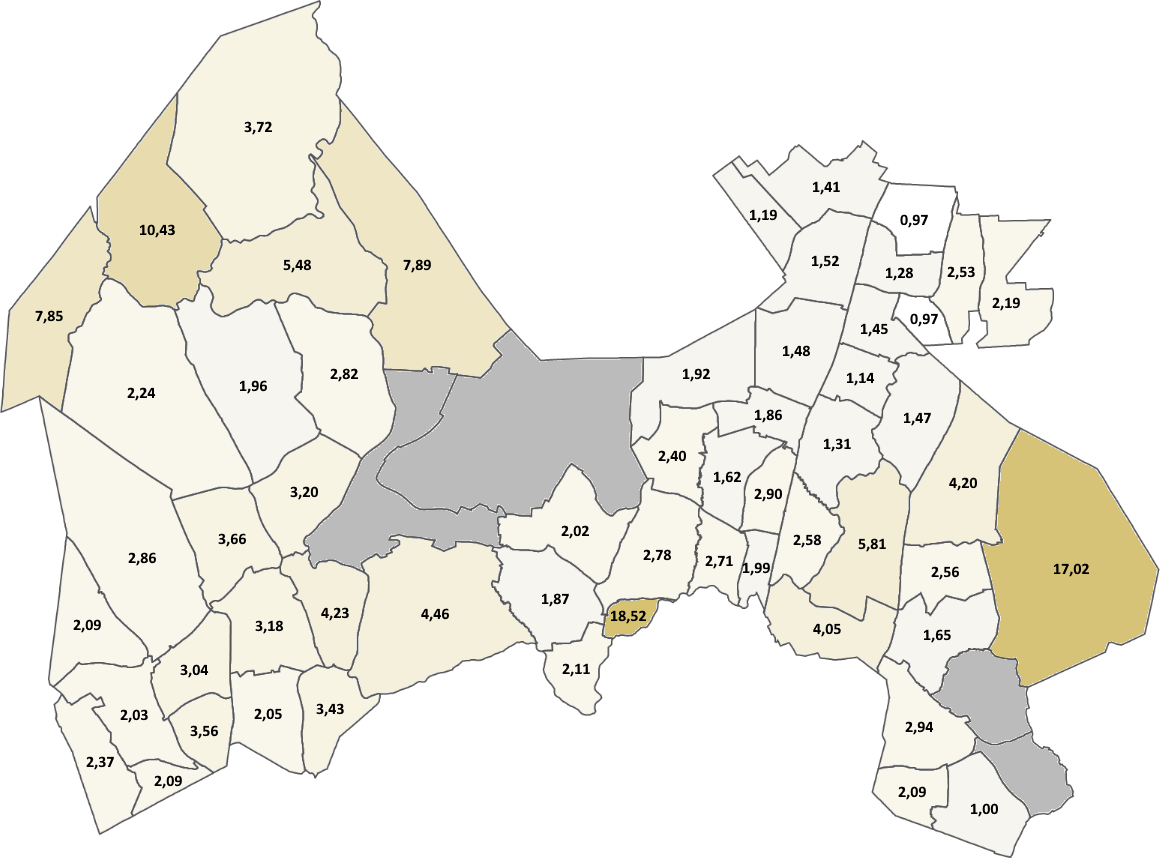
Svenskspråkiga i Vanda enligt stadsdel.

År 1946 förlorade Helsinge en tredjedel av sin areal och två tredjedelar av sin befolkning till Helsingfors stad i en inkorporering. Bland annat Malm och Sockenbacka blev stadsdelar i Helsingfors. Vanda fick i stället Korso av Tusby år 1954. År 1966 inkorporerades också Nordsjö med Helsingfors. På 1950-talet blev Dickursby kommunens nya centrum och Helsingfors-Vanda flygplats öppnades i Vanda inför de olympiska sommarspelen 1952 i Helsingfors. Flygplatsen har haft en stor inverkan på Vanda, både på stadsstrukturen, som ekonomiskt. På 1960- och 1970-talen byggdes eller förbättrades flera trafikleder i Vanda: Ring III byggdes för att förena Helsingfors olika utfartsvägar, medan man byggde helt nya stadsdelar i västra Vanda nära Vandaforsbanan, som blev klar år 1975. Utöver dessa byggdes det mängder av höghusförorter runt om i Vanda som ett svar på efterfrågan på bostäder i Helsingforsregionen. Vissa delar av Vanda är fortfarande lantbruksdominerade, men dessa områden nöts ideligen av nybyggen. Kommunen ”Helsinge” blev köpingen Vanda 1 januari 1972. Vanda köping beviljades i sin tur stadsrättigheter år 1974. Antalet invånare ökade från 15 000 (1950) till 176 000 (2000). Såväl numerärt som procentuellt har stadens svenskspråkiga befolkning minskat under samma tidsperiod.

## Geografi

### Stadsdelar

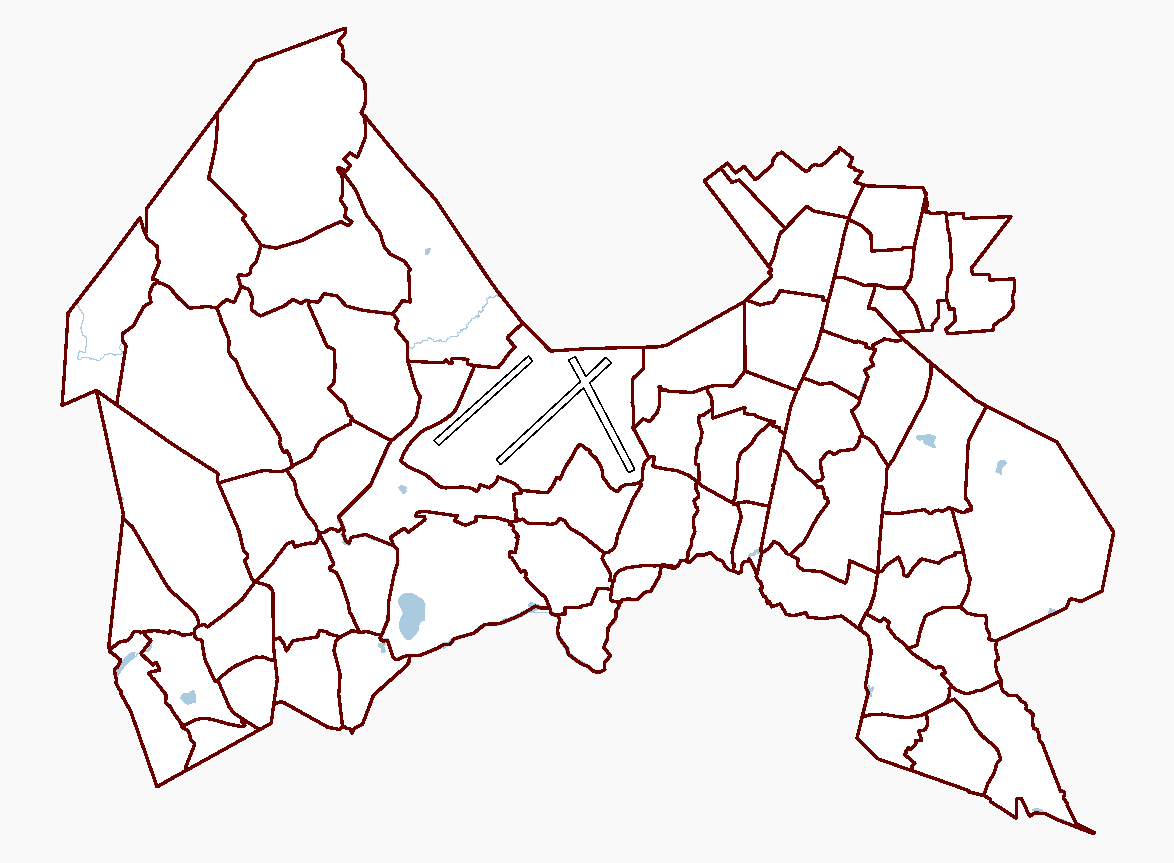
Vandas stadsdelar.

Myrbacka storområde

Askis | Friherrs | Gruvsta | Linnais | Myrbacka | Mårtensdal | Petikko | Tavastby | Tavastberga | Vandadalen | Varistorna

Kivistö storområde

Biskopsböle | Käinby | Kila | Kivistö | Kvarnbacka | Lappböle | Luhtabacka | Ripuby | Sjöskog | Västra

Aviapolis storområde

Backas | Flygfältet | Rosendal | Skattmans | Vinikby | Övitsböle

Dickursby storområde

Björkhagen | Bäckby | Dickursby | Fastböle | Haxböle | Helsinge kyrkoby | Rödsand | Sandkulla | Simonsböle | Ånäs

Björkby storområde

Asola | Björkby | Gladas | Havukoski  | Lövkulla | Räckhals

Korso storområde

Alkärr | Fallbäcken | Jokivarsi | Korso | Matar | Mikkola | Nissbacka | Skogsbrinken | Vierumäki

Håkansböle storområde

Gjutan | Fagersta | Håkansböle | Kungsbacka | Råby | Sottungsby | Västerkulla | Västersundom | Östra Haxböle

## Styre och politik

### Mandatfördelning i Vanda stad, valen 1964–2025
Statistik över kommunalval i Finland finns tillgänglig för enskilda kommuner från valet 1964 och framåt. Publikationen över kommunalvalet 1968 var den första som redovisade komplett partitillhörighet.
| 15 | 19 | 13 |

| 12 | 16 | 2 | 6 | 3 | 8 |

| 11 | 17 |  | 5 | 4 |  | 8 |

| 13 | 19 |  | 6 | 4 | 3 | 12 |

| 13 | 22 |  |  | 5 | 4 |  | 18 |

| 7 | 23 | 4 | 3 |  | 4 | 4 |  | 19 |

| 7 |  | 24 | 3 |  | 3 |  | 5 |  | 19 |

| 8 | 23 | 11 |  |  |  | 4 | 3 | 14 |

| 7 | 21 | 8 |  | 4 |  | 3 | 3 | 18 |

| 7 | 21 | 10 |  | 5 | 3 | 3 | 17 |

| 6 | 21 | 9 |  | 5 | 3 | 3 | 19 |

| 35 | 32 |

| 5 | 18 | 9 | 7 | 4 |  |  | 20 |

| 36 | 31 |

| 4 | 18 | 9 | 11 | 3 |  |  | 18 |

| 35 | 32 |

| 5 | 18 | 12 | 8 | 3 |  |  | 17 |

| 34 | 33 |

| 4 | 16 | 9 | 12 |  |  |  |  | 18 |

| 30 | 37 |

| 6 | 21 | 9 | 7 | 3 |  |  | 18 |

### Vänorter
Vanda har tio vänorter:
- Lyngby-Tårbæks kommun, Danmark
- Matte Yehuda, Israel
- Jinan, Kina
- Słupsk, Polen
- Huddinge kommun, Sverige
- Mladá Boleslav, Tjeckien
- Rastatt, Tyskland
- Frankfurt am Main, Tyskland
- Boryspil, Ukraina
- Salgótarján, Ungern

## Kommunikationer

### Vägar
- 3 Tavastehusleden
- 4 Lahtisleden
- 7 Borgåleden
- 45 Tusbyleden
- 50 Ring III
- 120 Vichtisvägen
- 130 Gamla Tavastehusvägen, parallellväg till Riksväg 3
- 140 Lahtisvägen, parallellväg till Riksväg 4
- 170 Österleden

### Kollektivtrafik
Flyg

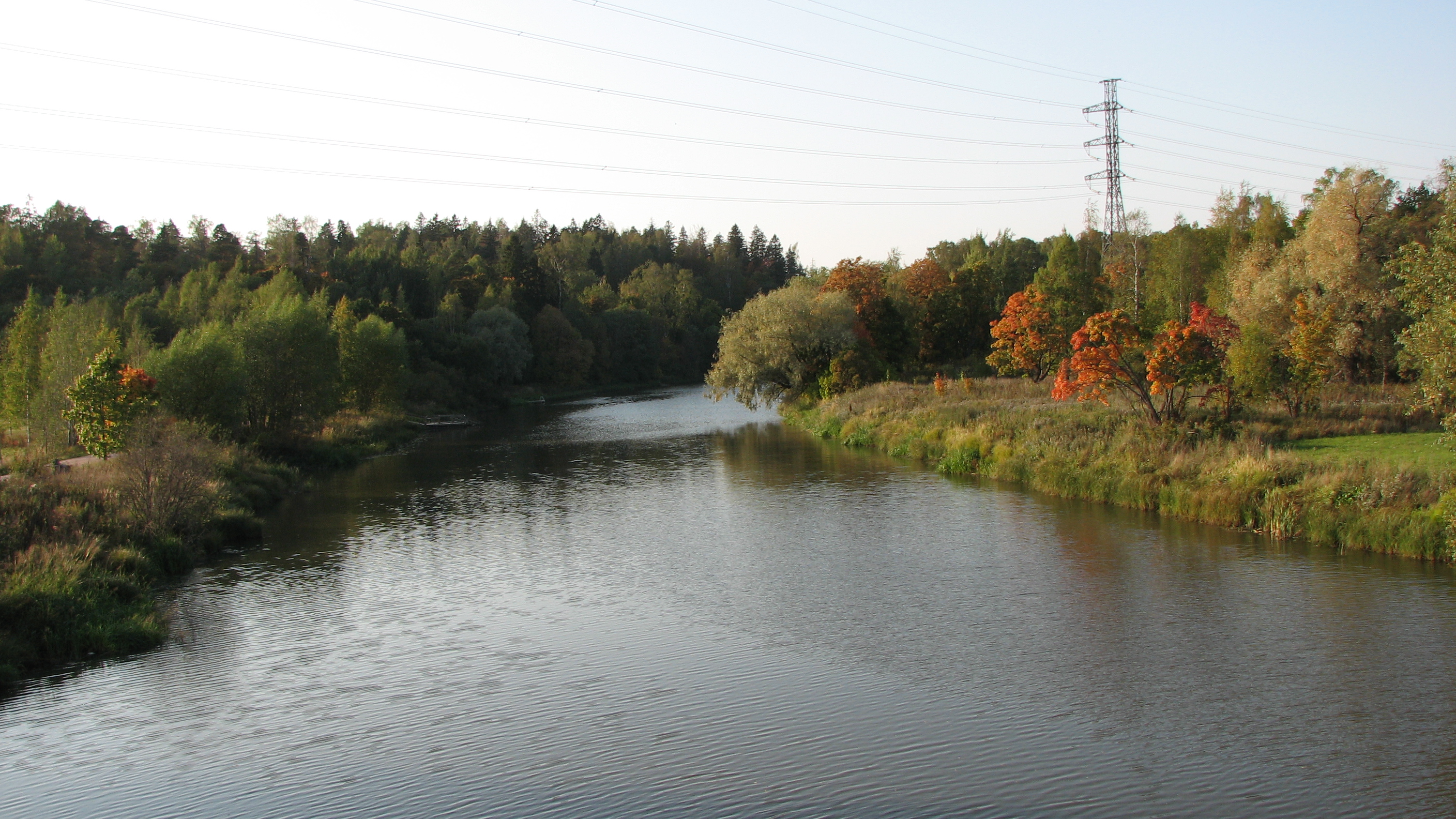
Vanda å.

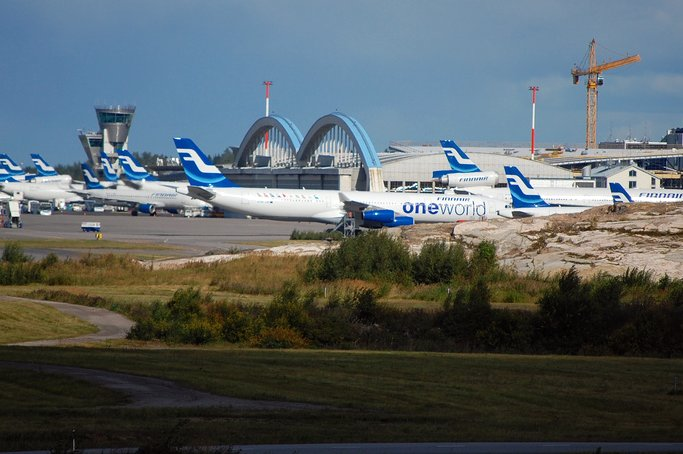
Helsingfors-Vanda flygplats.

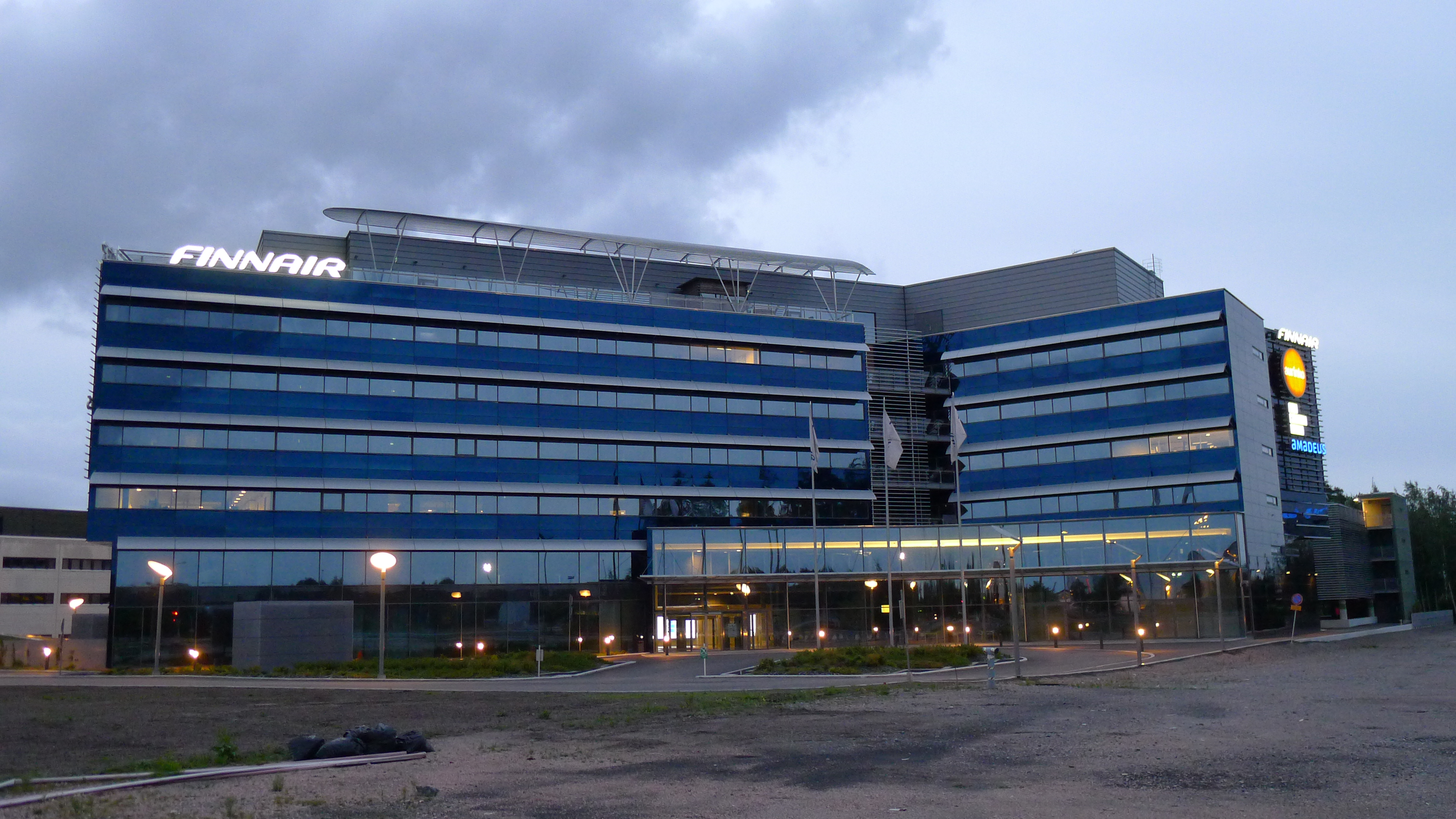
Finnairs huvudkontor.

- Vanda har en stor flygplats, stor nog att betjäna hela Helsingforsregionen, Helsingfors-Vanda flygplats.

Tåg
- Stambanan fjärrtrafik och lokaltågslinjerna (pendeltåg) H, K, N, R, T och Z
- Ringbanan, lokaltågslinjerna I och P

Buss
- Vanda interna busstrafik, tvåsiffriga linjenummer
- Helsingfors regionaltrafik, tresiffriga linjenummer
- Fjärrtrafik

## Demografi

### Befolkningsutveckling
| Befolkningsutvecklingen i Vanda stad 1975–2020                                                               | Befolkningsutvecklingen i Vanda stad 1975–2020 | Befolkningsutvecklingen i Vanda stad 1975–2020 | Befolkningsutvecklingen i Vanda stad 1975–2020 | Befolkningsutvecklingen i Vanda stad 1975–2020 |
| --- | ---------------------------------------------- | ---------------------------------------------- | ---------------------------------------------- | ---------------------------------------------- |
| |                                                |                                                |                                                |                                                |
| År |                                                |                                                | Folkmängd                                      |                                                |
| 1975 | 1975                                           |                                                | 117 520                                        |                                                |
| 1980 | 1980                                           |                                                | 132 050                                        |                                                |
| 1985 | 1985                                           |                                                | 143 844                                        |                                                |
| 1990 | 1990                                           |                                                | 154 933                                        |                                                |
| 1995 | 1995                                           |                                                | 166 480                                        |                                                |
| 2000 | 2000                                           |                                                | 178 471                                        |                                                |
| 2005 | 2005                                           |                                                | 187 281                                        |                                                |
| 2010 | 2010                                           |                                                | 200 055                                        |                                                |
| 2015 | 2015                                           |                                                | 214 605                                        |                                                |
| 2020 | 2020                                           |                                                | 237 231                                        |                                                |
| Anm: Uppgifterna avser förhållandena den 31 december nämnda år enligt områdesindelningen den 1 januari 2022. |                                                |                                                |                                                |                                                |

## Kultur

### Sevärdheter
- Vanda stadsmuseum. Museet är inhyst i Dickursby gamla järnvägsstation. Stationshuset av tegel uppfördes 1862.
- Vanda konstmuseum i Myrbacka gård
- Håkansböle gård är en jugendherrgård från 1840-talet som är belägen i stadsdelen Håkansböle.

## Bilder

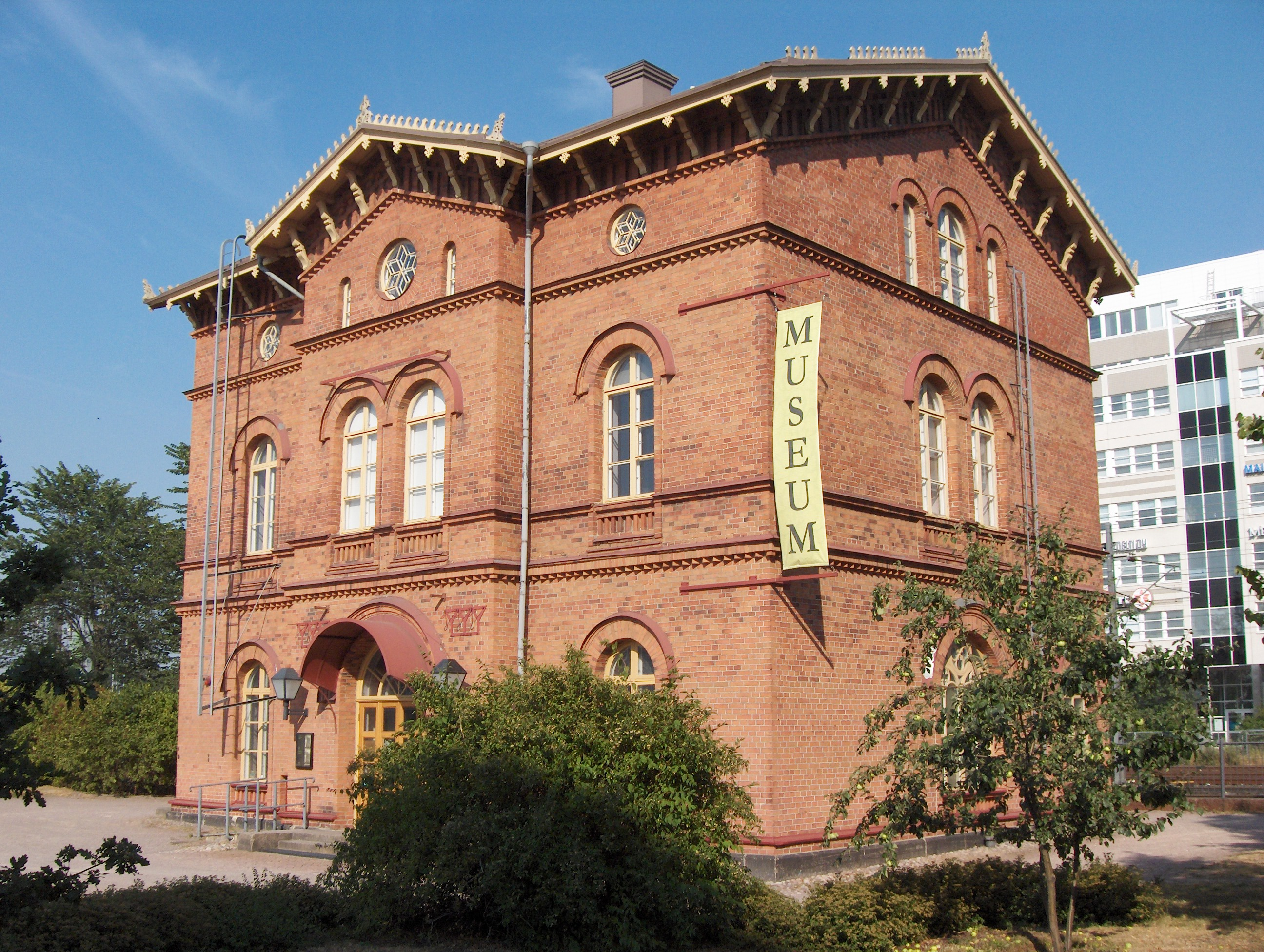
Vanda stadsmuseum i Dickursby.
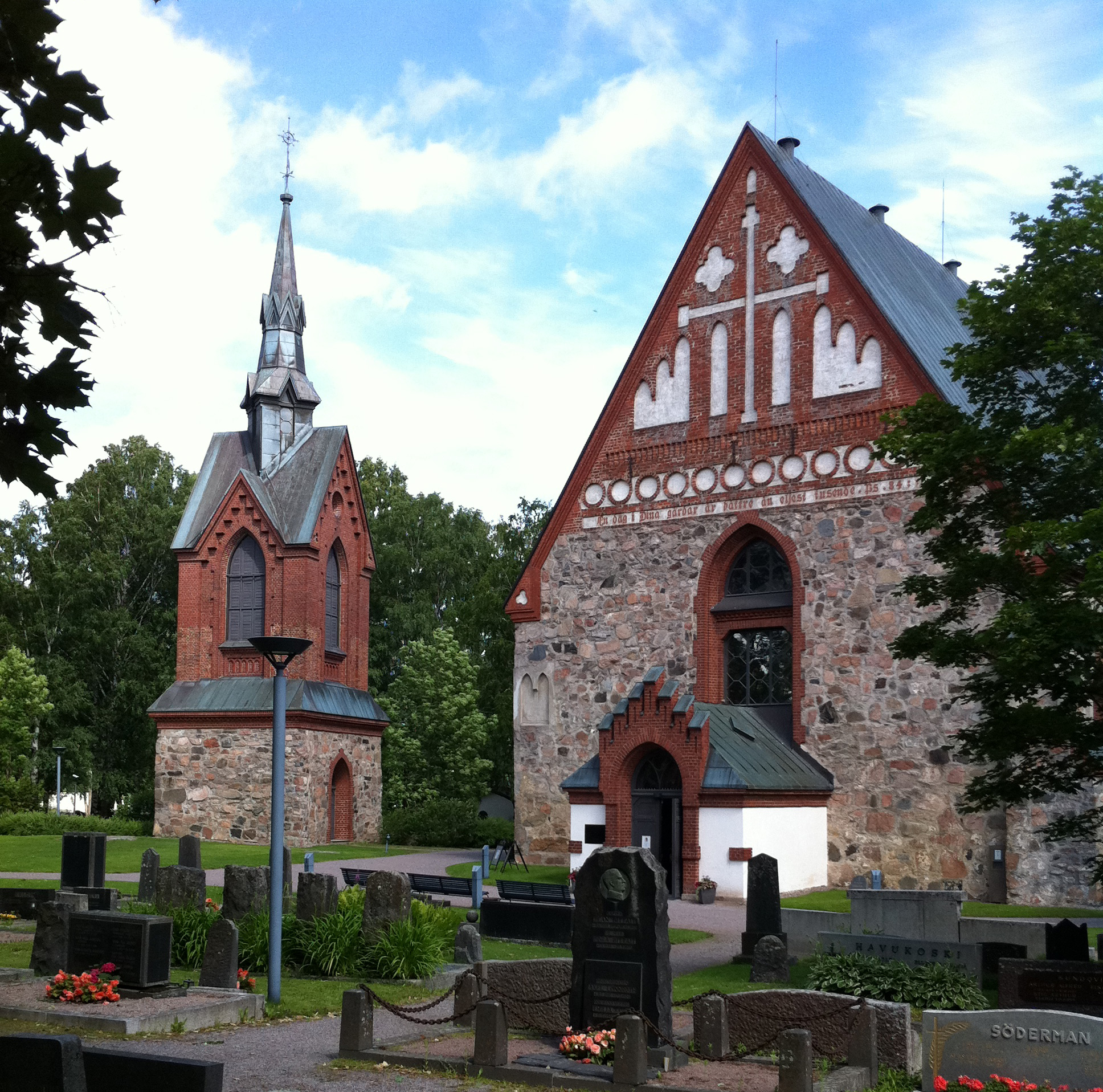
Helsinge kyrka S:t Lars i Vanda.
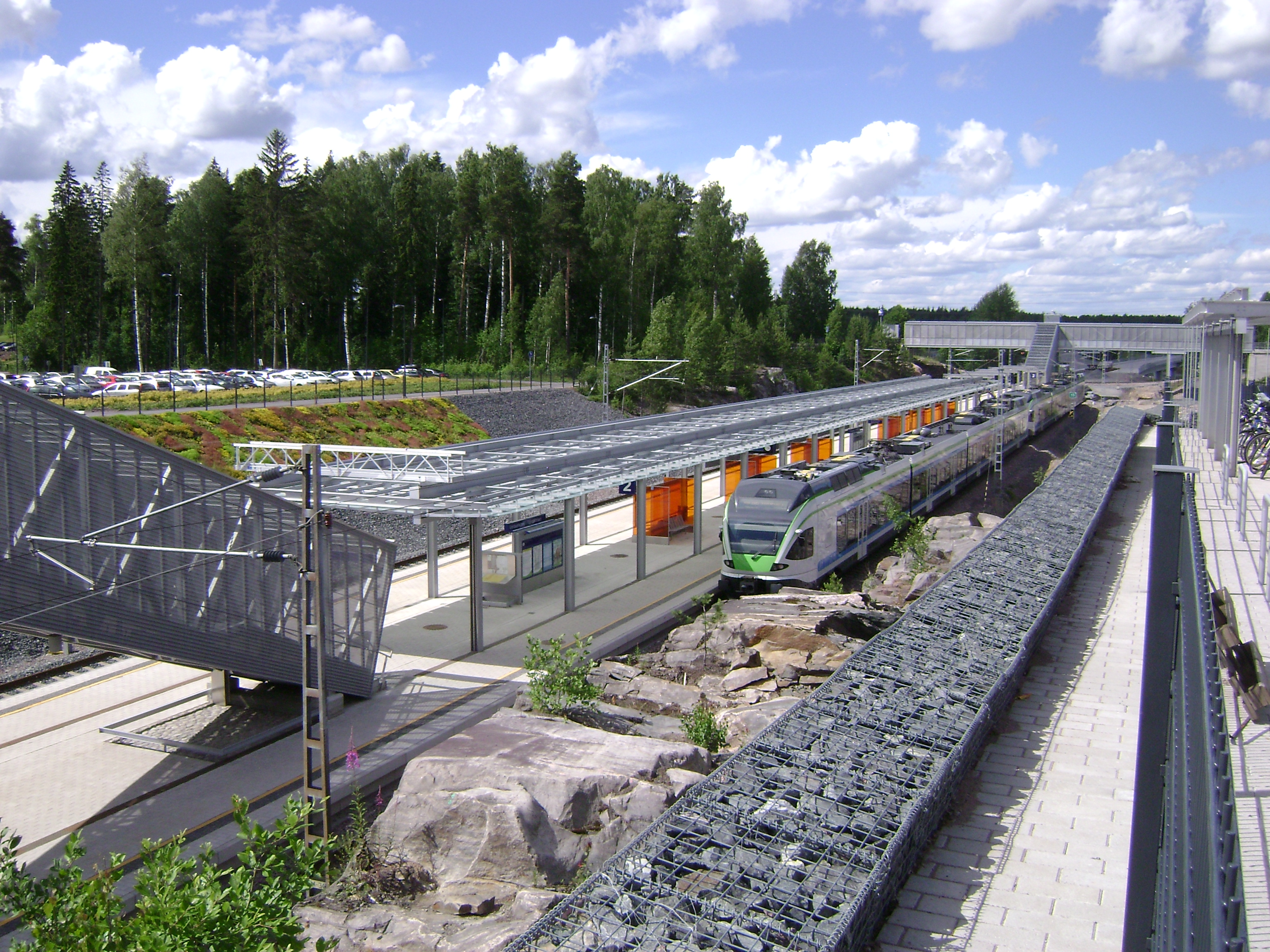
Vandaforsens järnvägsstation i Mårtensdal.
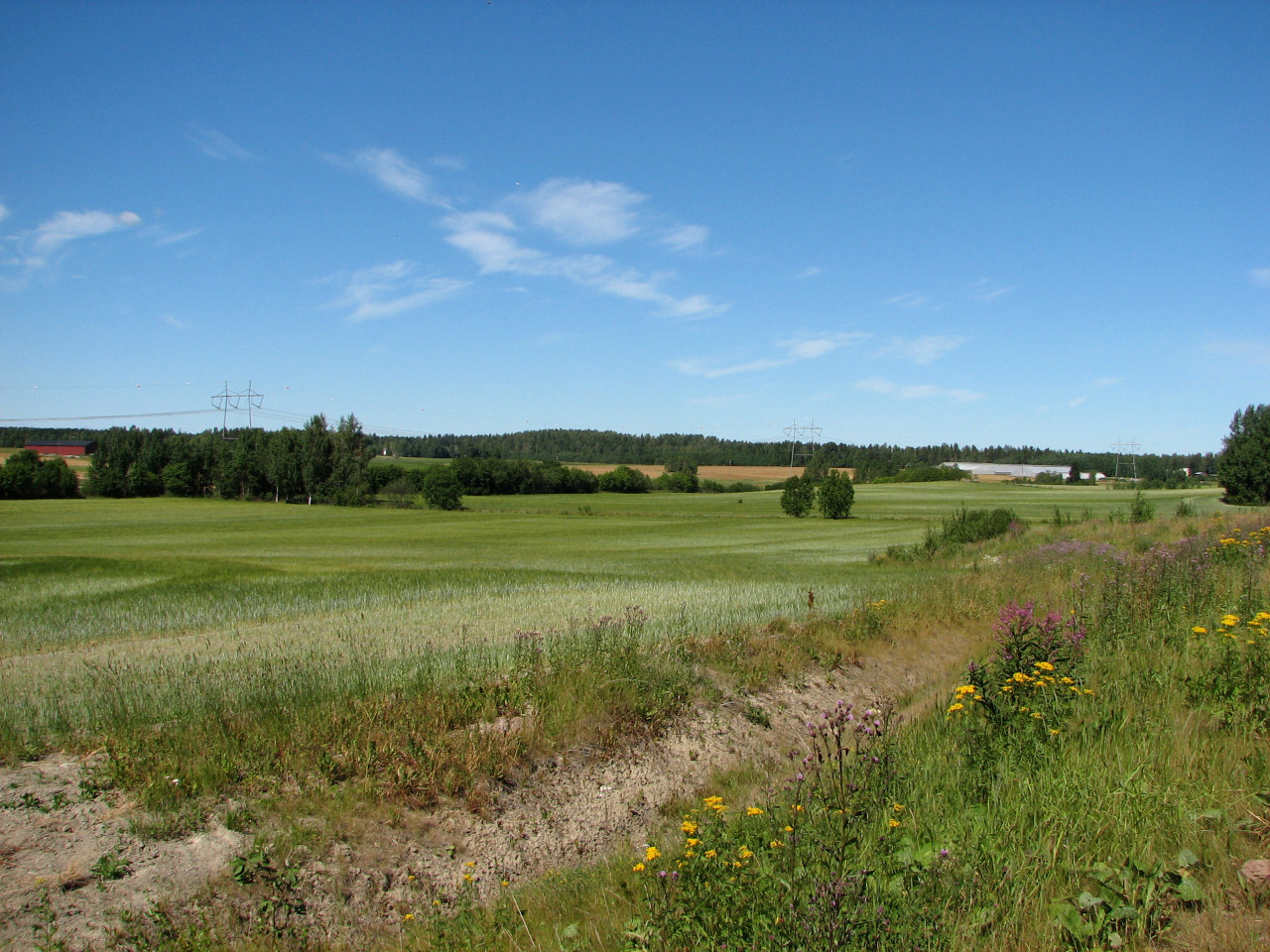
Åkrar i Vinikby.
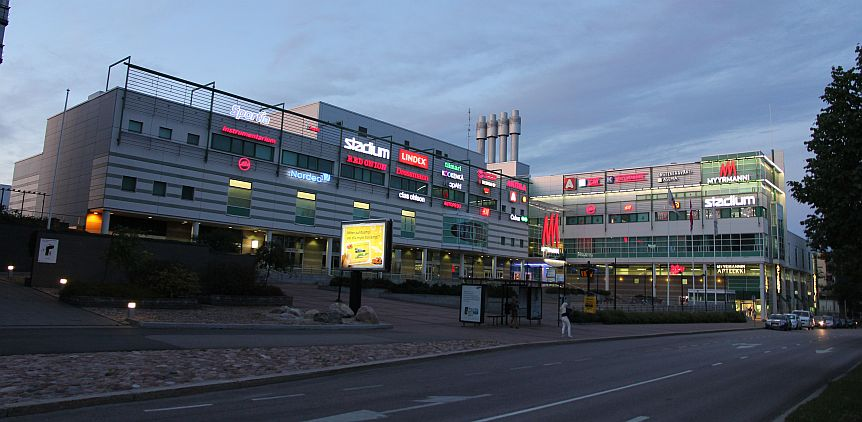
Myyrmanni köpcentrum i Myrbacka.
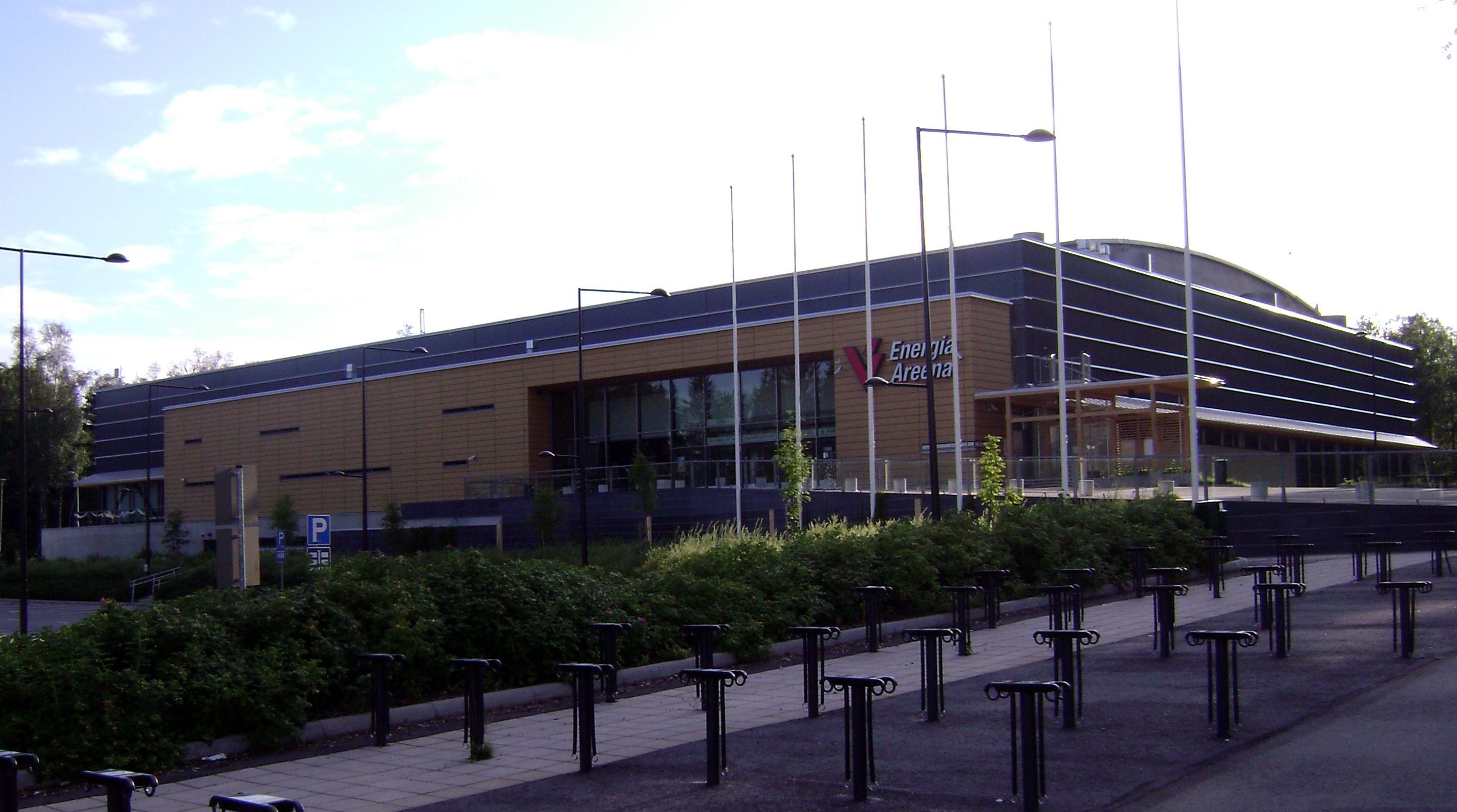
Idrottsarena i Myrbacka.
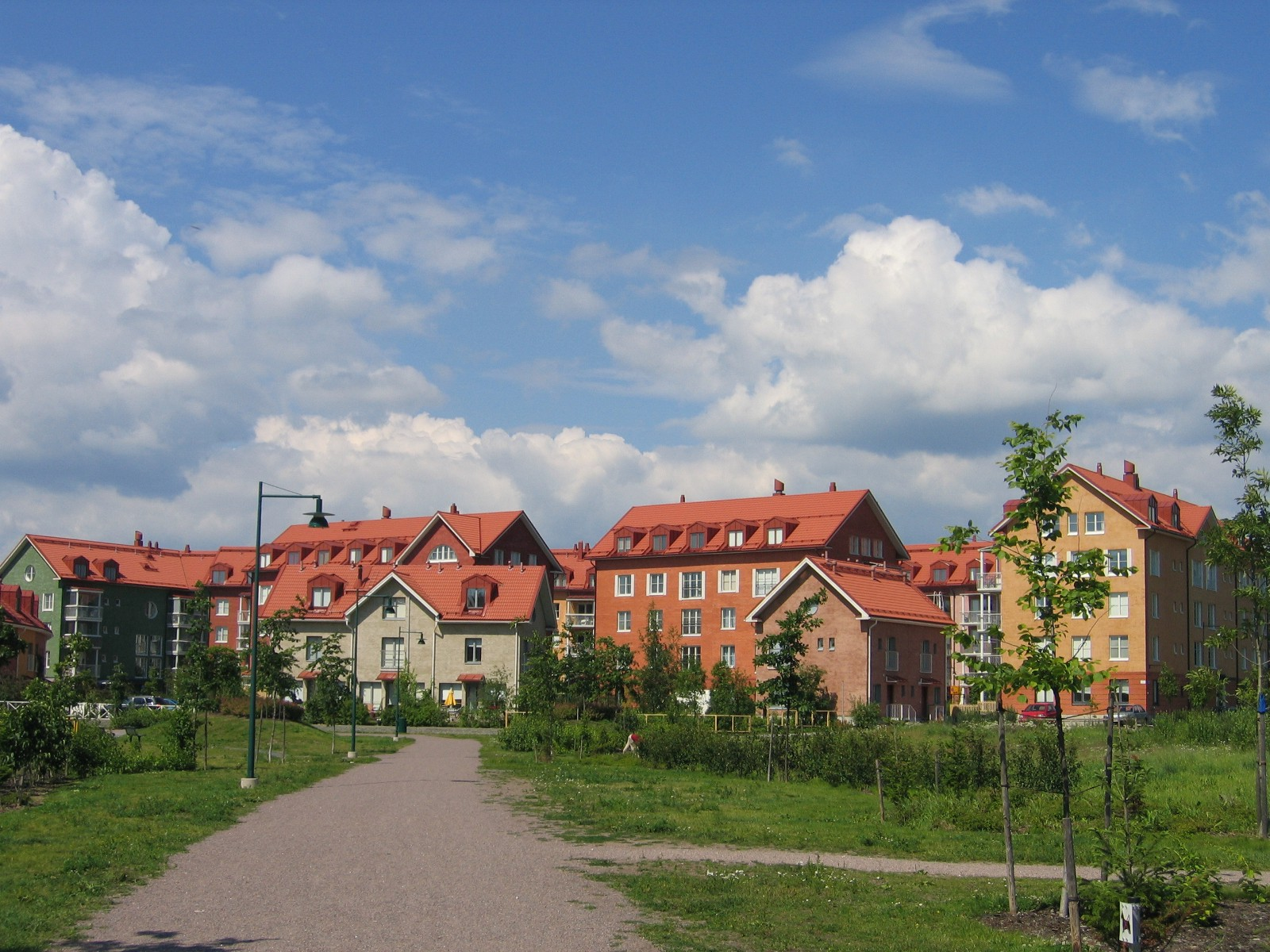
Flervåningshus i Herrgårdsforsen.
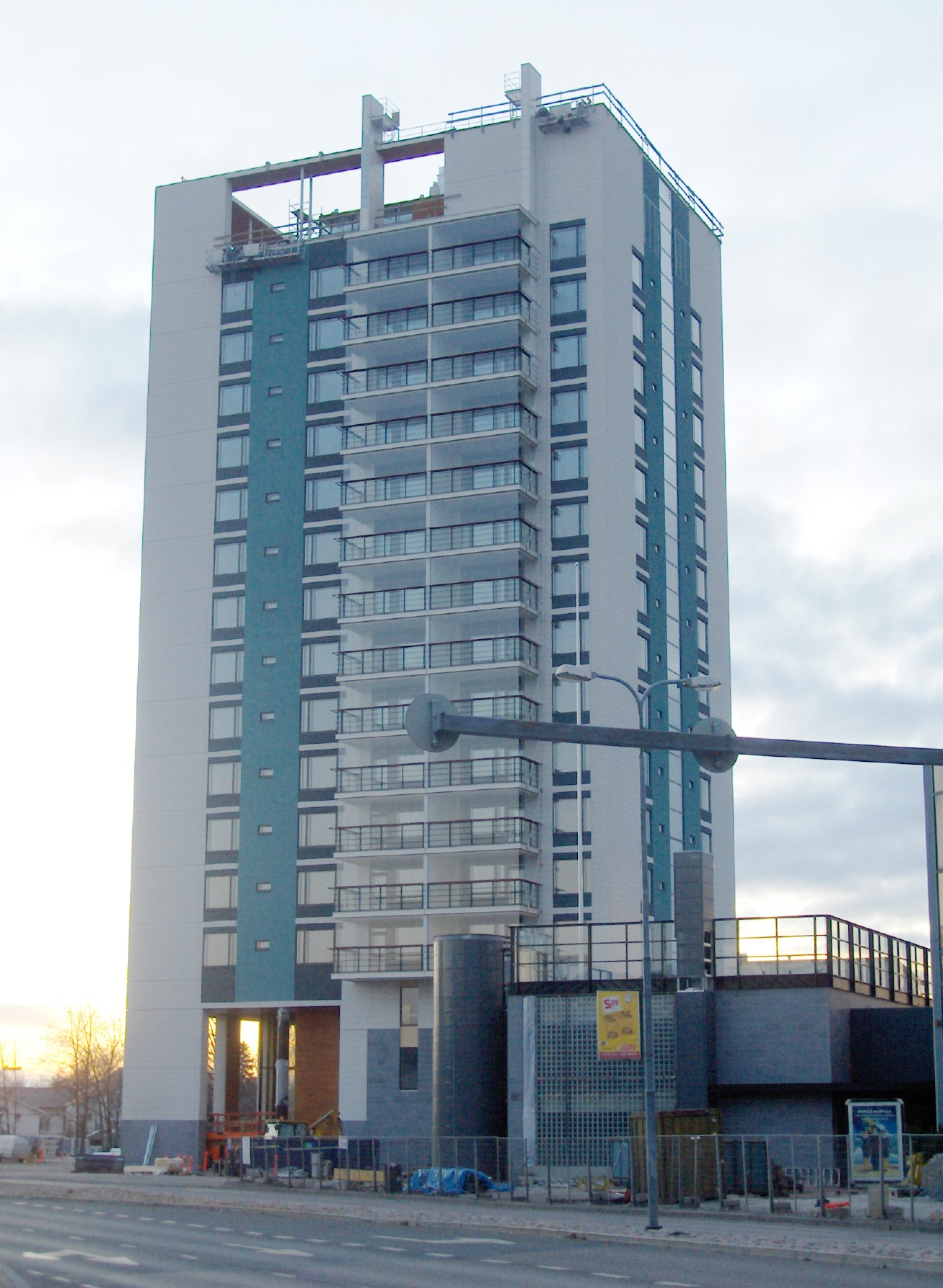
Kielotorni är den högsta byggnaden i Vanda.
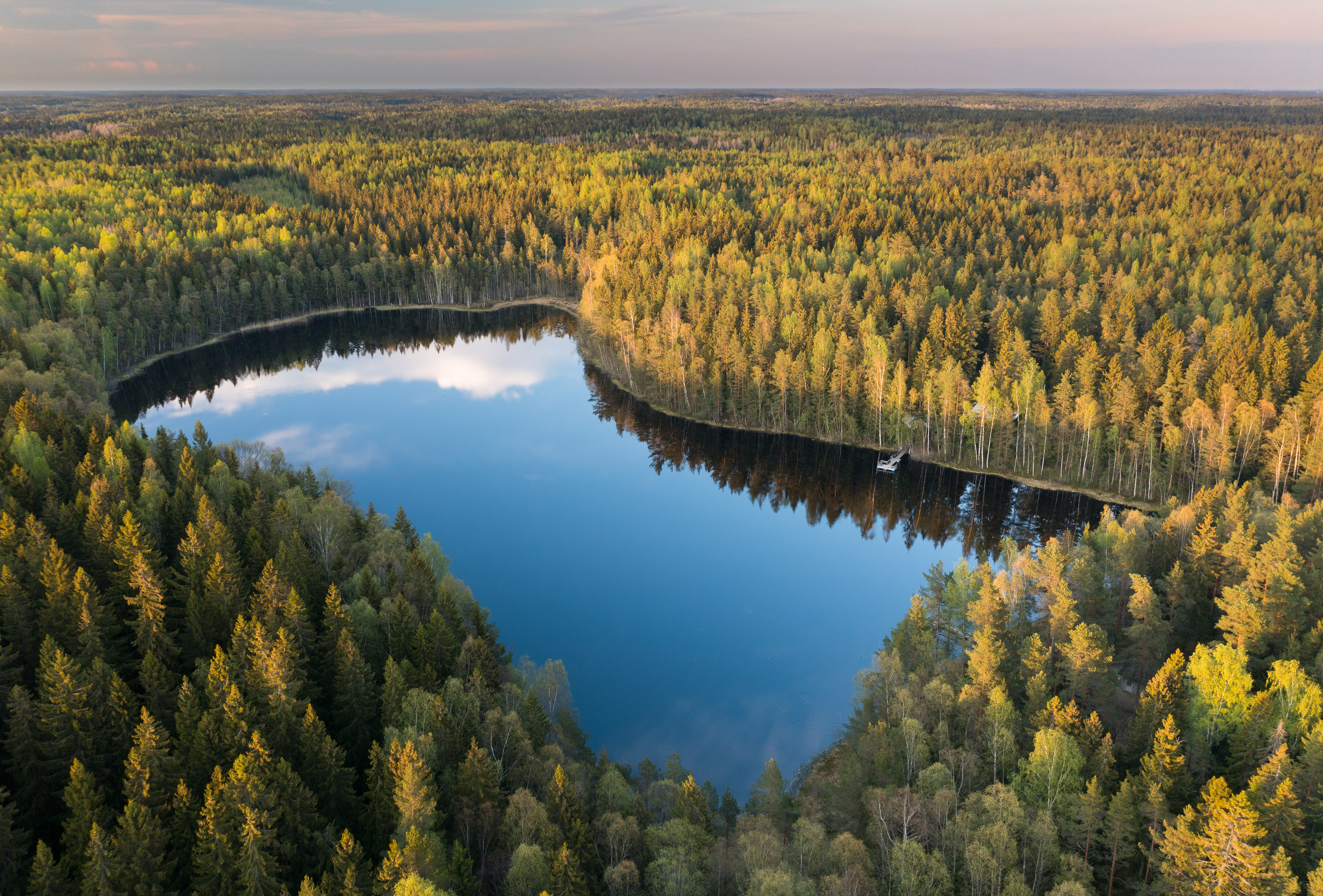
Bisaträsk